# Аджиджа
Аджиджа (рум. Agigea) — коммуна в юго-восточной Румынии, жудец Констанца в составе 
Юго-восточного региона развития Румынии исторической области  Добруджа.
Расположена на юго-востоке страны на расстоянии 203 км к востоку от Бухареста и 9 км к югу от Констанцы. Рядом проложен канал Чернавода — Констанца. Здесь имеется морской биологический курорт Аджиджа.
Население по состоянию на 2011 год — 6992 жителя. Площадь — 45,28 км². По данным переписи 2011 года здесь жили 5822 румына (90,46 %), 443 татарина (6,88 %), 95 турок (1,48 %), 15 цыган (0,23 %), 10 русских-липован (0,16 %), 9 аромун (0,14 %), 8 венгров (0,12 %), 29 других (0,45 %), 5 человек не указали национальности (0,08 %).

## История
Первое письменное упоминание о Аджиджа датируется 1870 годом.